# Kwethluk
Kwethluk és una població dels Estats Units a l'estat d'Alaska. Segons el cens del 2007 tenia 716 habitants.

## Demografia
Segons el cens del 2000, Kwethluk tenia 713 habitants, 153 habitatges, i 132 famílies La densitat de població era de 27,6 habitants/km².
Dels 153 habitatges en un 62,1% hi vivien nens de menys de 18 anys, en un 57,5% hi vivien parelles casades, en un 20,3% dones solteres, i en un 13,1% no eren unitats familiars. En el 10,5% dels habitatges hi vivien persones soles el 10,5% de les quals corresponia a persones de 65 anys o més que vivien soles. El nombre mitjà de persones vivint en cada habitatge era de 4,66 i el nombre mitjà de persones que vivien en cada família era de 5,08.
Per edats la població es repartia de la següent manera: un 47,7% tenia menys de 18 anys, un 9,4% entre 18 i 24, un 24,7% entre 25 i 44, un 12,5% de 45 a 60 i un 5,8% 65 anys o més.
L'edat mediana era de 20 anys. Per cada 100 dones hi havia 116,7 homes. Per cada 100 dones de 18 o més anys hi havia 113,1 homes.
La renda mediana per habitatge era de 25.417 $ i la renda mediana per família de 27.500 $. Els homes tenien una renda mediana de 24.063 $ mentre que les dones 14.375 $. La renda per capita de la població era de 6.503 $. Aproximadament el 29,2% de les famílies i el 29,5% de la població estaven per davall del llindar de pobresa.

## Poblacions properes
El següent diagrama mostra les poblacions més properes.